# Barbie Ferreira
Barbara Seppe Ferreira (ur. 14 grudnia 1996 w Nowym Jorku)-amerykańska modelka, aktorka i influencerka pochodzenia brazylijskiego.

## Życiorys

### Życie Prywatne
Barbie Ferreira urodziła się w Queens w Nowym Jorku, a później przeprowadziła się do Maywood w New Jersey. Uczęszczała do Hackensack High School. Jest pochodzenia brazylijskiego oraz została wychowana przez swoją matkę, ciotkę i babcię. Jej matka i babcia pracowały jako szefowe kuchni.
Identyfikuje się jako osoba queer, a od 2019 jest w związku z gitarzystką Elle Puckett.

### Kariera

#### Modeling
Jako nastolatka, Ferreira rozpoczęła swoją karierę, wysyłając zdjęcia na otwarty casting do American Apparel. Od tego czasu modeluje dla takich marek jak Aerie, Adidas, Asos, Forever 21, H&M, Missguided i Target. Nieretuszowane zdjęcia i wywiad wideo z kampanii Ferreiry dla marki Aerie stały się popularne w 2016 roku. Później w tym samym roku Time umieścił ją na liście „30 najbardziej wpływowych nastolatków” w 2016 roku.

#### Reżyserstwo
Ferreira wyreżyserowała teledysk do „So Cool” autorstwa Douni. Teledysk, wydany w marcu 2018 roku, został nakręcony zimą w Connecticut.

#### Aktorstwo
Ferreira zagrała w „How to Behave”, 10-odcinkowym serialu Vice o etykiecie. Za to zdobyła nagrodę Webby dla najlepszej osobowości internetowej/gospodarza. Zagrała także w internetowym serialu Teen Vogue „Body Party”, o pozytywności ciała.
Ponadto Ferreira zagrała Ellę w dwóch odcinkach serialu HBO „Rozwód” i była jedną z gwiazd zespołu serialu HBO „Euphoria” w pierwszych dwóch sezonach, grając licealistkę Kat. Zadebiutowała w filmie „Unpregnant” (2020) u boku Haley Lu Richardson dla HBO Max i zagrała niewielką rolę w „Nope” Jordana Peele’a (2022).

#### Majątek
Na stan 2022 majątek Barbie Ferreiry jest szacowany na około 2 miliony dolarów.

## Filmografia

### Film
| Rok  | Tytuł      | Rola          |
| ---- | ---------- | ------------- |
| 2020 | Unpregnant | Bailey Butler |
| 2022 | 'Nope'     | Nessie        |

### Telewizja
| Rok       | Tytuł                               | Rola                                              |
| --------- | ----------------------------------- | ------------------------------------------------- |
| 2018      | Rozwód                              | Ella (dwa odcinki)                                |
| 2020      | Euphoria: Trouble Don’t Last Always | Kat Hernandez                                     |
| 2019–2022 | Euphoria                            | Katherine „Kat” Hernandez (główna rola; 2 sezony) |
| 2022      | The Afterparty                      | Willow (jeden odcinek)                            |

### Teledyski

#### Występy gościnne
| Rok  | Tytuł                   | Artysta          |
| ---- | ----------------------- | ---------------- |
| 2016 | „Boy Problems”          | Carly Rae Jepsen |
| 2017 | „Prune, You Talk Funny” | Gus Dapperton    |

#### Reżyseria
| Rok  | Tytuł     | Artysta |
| ---- | --------- | ------- |
| 2018 | „So Cool” | Dounia  |